# Чигрин Семен Лаврентійович
Чигрин Семен Лаврентійович (1909 , Полтавка, Херсонська губернія  — невідомо ) — радянський хлібороб, Герой Соціалістичної Праці (1948).

## Життєпис
Працював механізатором в Баштанській МТС. На збиранні врожаю в 1948 році комбайнер С. Л. Чигрин комбайном «СК» зібрав 652 га зернових і намолотив 11300 центнерів зерна.
За доблесну працю та високі показники на збиранні врожаю зернових культур в 1948 році Чигрин С. Л. удостоєний звання Героя Соціалістичної Праці.

## Нагороди
- Герой Соціалістичної Праці (1948)